# Eberhard von Brockhusen
Eberhard von Brockhusen († 1939) byl patron Listovy společnosti (založené Guido von Listem). Eberhard von Brockhausen žil v braniborském Langenu v Německu.
Byl velmistrem Germanenorden a dále pokračoval jako prezident Listovy společnosti až do své smrti v roce 1939.